# Temporada da WTA de 1991
O WTA Tour de 1991 foi a turnê de elite do tênis feminino profissional organizado pela Women's Tennis Association (WTA) para a temporada de 1991.
O WTA Tour de 1991 incluiu os quatro torneios Grand Slam, o WTA Championships e os eventos WTA Tier I, Tier II, Tier III, Tier IV e Tier V. Os torneios da ITF não faziam parte do WTA Tour, embora atribuíssem pontos para o WTA World Ranking.

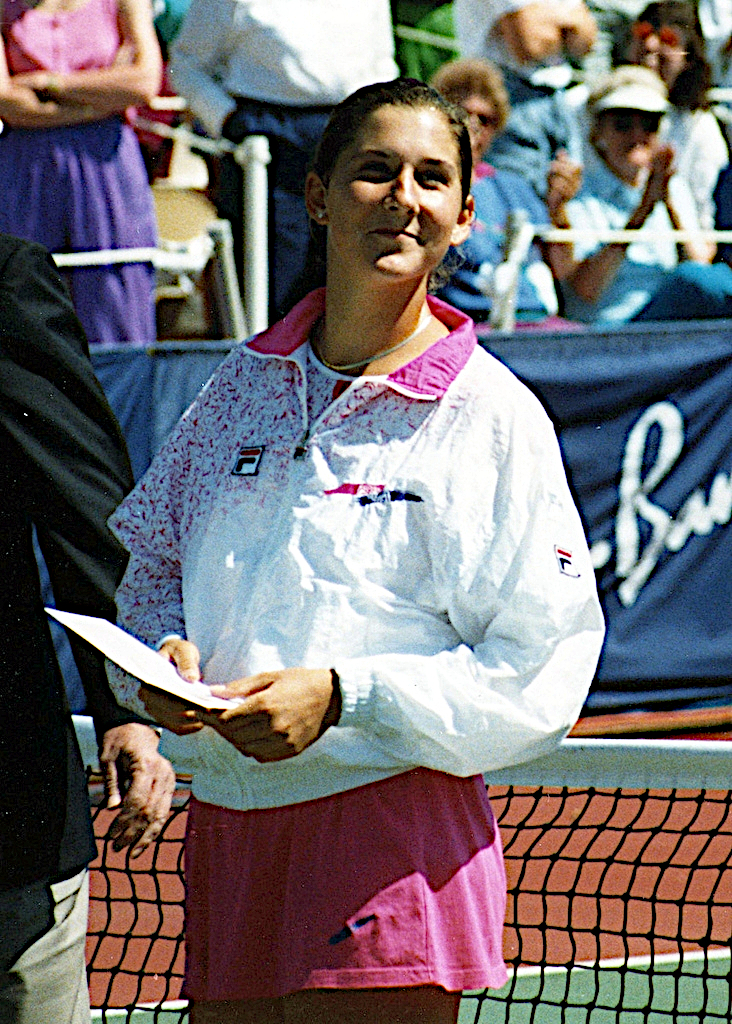
Monica Seles ganhou 10 títulos na temporada.

## Ranking de final de ano
Lista das 20 primeiras do ranking de final de ano da WTA de 1991 (25 de novembro de 1991) em competições de simples e duplas:
| Ranking de simples de final de ano | Ranking de simples de final de ano | Ranking de simples de final de ano | Ranking de simples de final de ano | Ranking de simples de final de ano |
| ---------------------------------- | ---------------------------------- | ---------------------------------- | ---------------------------------- | ---------------------------------- |
| Nº                                 | Jogadora                           | Pontos                             | 1990                               | F                                  |
| 1                                  | Monica Seles (FR Yugoslavia)       | 277.5000                           | 2                                  | +1                                 |
| 2                                  | Steffi Graf (GER)                  | 219.2929                           | 1                                  | -1                                 |
| 3                                  | Gabriela Sabatini (ARG)            | 200.0625                           | 5                                  | +2                                 |
| 4                                  | Martina Navratilova (USA)          | 191.1209                           | 3                                  | -1                                 |
| 5                                  | Arantxa Sánchez Vicario (ESP)      | 153.4042                           | 7                                  | +2                                 |
| 6                                  | Jennifer Capriati (USA)            | 142.9872                           | 8                                  | +2                                 |
| 7                                  | Jana Novotná (CZE)                 | 108.5754                           | 13                                 | +6                                 |
| 8                                  | Mary Joe Fernández (USA)           | 100.9980                           | 4                                  | -4                                 |
| 9                                  | Conchita Martínez (ESP)            | 95.0357                            | 11                                 | +2                                 |
| 10                                 | Manuela Maleeva-Fragniere (SUI)    | 87.6250                            | 9                                  | -1                                 |
| 11                                 | Katerina Maleeva (BUL)             | 74.8938                            | 6                                  | -5                                 |
| 12                                 | Zina Garrison (USA)                | 66.4118                            | 10                                 | -2                                 |
| 13                                 | Nathalie Tauziat (FRA)             | 64.6053                            | 18                                 | +5                                 |
| 14                                 | Anke Huber (GER)                   | 62.2143                            | 37                                 | +23                                |
| 15                                 | Leila Meskhi (URS)                 | 61.2333                            | 19                                 | +4                                 |
| 16                                 | Judith Wiesner (AUT)               | 58.8929                            | 17                                 | +1                                 |
| 17                                 | Helena Suková (CZE)                | 56.7500                            | 14                                 | -3                                 |
| 18                                 | Sabine Appelmans (BEL)             | 50.8813                            | 22                                 | +4                                 |
| 19                                 | Lori McNeil (USA)                  | 45.6727                            | 52                                 | +33                                |
| 20                                 | Julie Halard (FRA)                 | 44.9391                            | 41                                 | +21                                |

| Ranking de duplas de final de ano | Ranking de duplas de final de ano | Ranking de duplas de final de ano | Ranking de duplas de final de ano | Ranking de duplas de final de ano |
| --------------------------------- | --------------------------------- | --------------------------------- | --------------------------------- | --------------------------------- |
| Nº                                | Jogadora                          | Pontos                            | 1990                              | F                                 |
| 1                                 | Jana Novotná (CZE)                | 376.4444                          | 2                                 | +1                                |
| 2                                 | Larisa Savchenko (URS)            | 341.7549                          | 7                                 | +5                                |
| 3                                 | Natasha Zvereva (URS)             | 330.4679                          | 5                                 | +2                                |
| 4                                 | Gigi Fernández (USA)              | 319.5391                          | 3                                 | -1                                |
| 5                                 | Mary Joe Fernández (USA)          | 245.4052                          | 6                                 | +1                                |
| 6                                 | Martina Navratilova (USA)         | 241.1909                          | 4                                 | -2                                |
| 7                                 | Arantxa Sánchez Vicario (ESP)     | 222.3563                          | 8                                 | +1                                |
| 8                                 | Helena Suková (CZE)               | 208.7786                          | 1                                 | -7                                |
| 9                                 | Pam Shriver (USA)                 | 200.9474                          | 92                                | +83                               |
| 10                                | Patty Fendick (USA)               | 188.1000                          | 11                                | +1                                |
| 11                                | Anne Smith (USA)                  | 176.2258                          | 17                                | +6                                |
| 12                                | Zina Garrison (USA)               | 174.3524                          | 13                                | +1                                |
| 13                                | Jill Hetherington (CAN)           | 145.7619                          | 43                                | +30                               |
| 14                                | Elizabeth Smylie (AUS)            | 141.7350                          | 10                                | -4                                |
| 15                                | Mercedes Paz (ARG)                | 141.3158                          | 14                                | -1                                |
| 16                                | Katrina Adams (USA)               | 137.8947                          | 21                                | +5                                |
| 17                                | Elna Reinach (RSA)                | 137.8500                          | 19                                | +2                                |
| 18                                | Nicole Provis (AUS)               | 135.8824                          | 26                                | +8                                |
| 19                                | Lori McNeil (USA)                 | 134.6842                          | 22                                | +3                                |
| 20                                | Kathy Rinaldi (USA)               | 134.6000                          | 80                                | +60                               |